# Atomorpha junctata
Atomorpha junctata är en fjärilsart som beskrevs av Abel Dufrane. Atomorpha junctata ingår i släktet Atomorpha och familjen mätare. Inga underarter finns listade i Catalogue of Life.